# Rathaus Reinickendorf (métro de Berlin)
Ne doit pas être confondu avec Rathaus Reinickendorf.

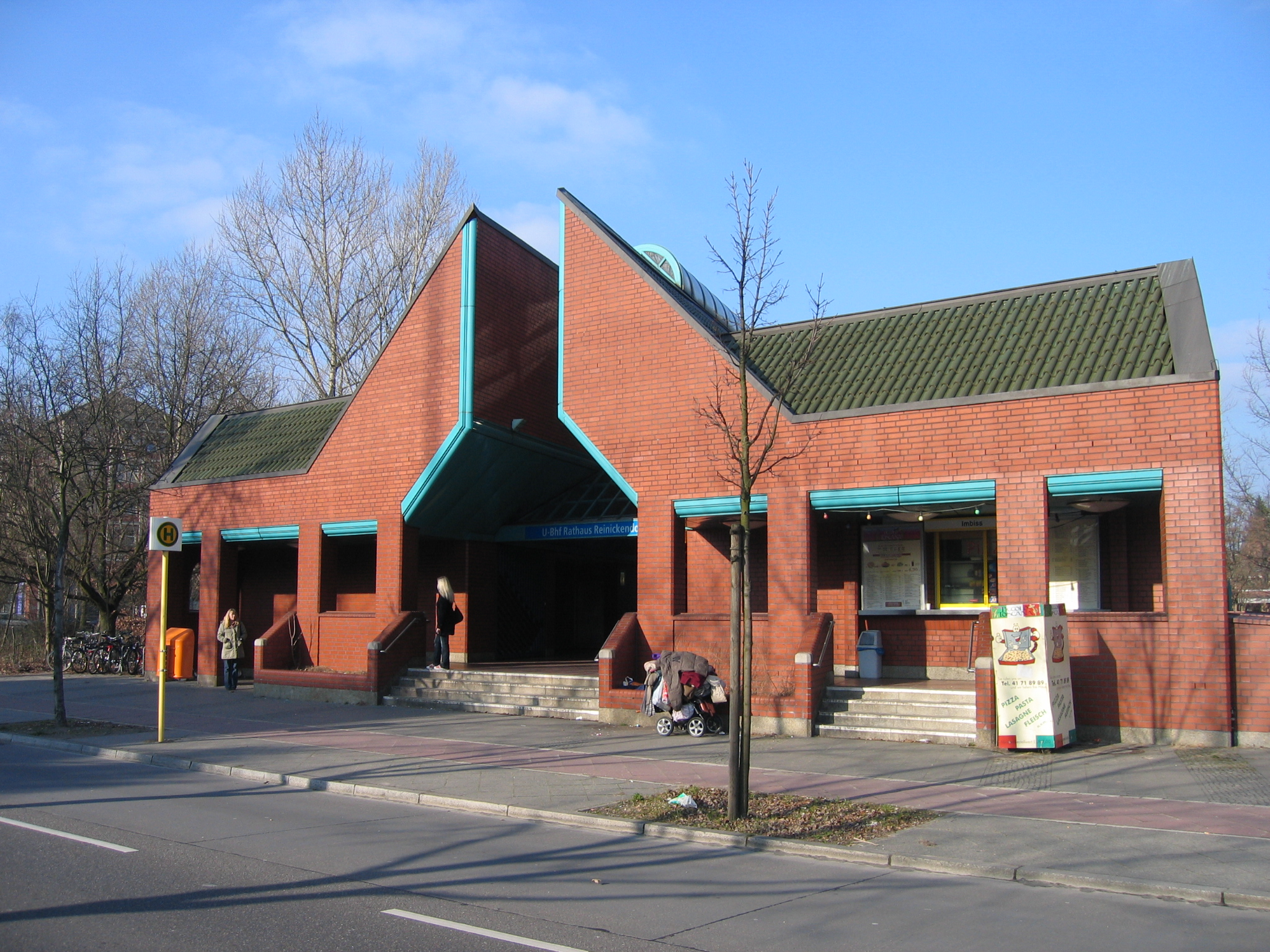
Le hall d'entrée de la bouche sud, sur Am Nordgraben.

Rathaus Reinickendorf est une station du métro de Berlin à Berlin-Wittenau, desservie par la ligne U8.

## Localisation
La station se trouve sous un espace vert entre la rue et le canal Am Nordgraben au sud, Einchborndamm à l'ouest et Taldorfer Weg au nord-est. La mairie de Reinickendorf auquel le nom de la station fait allusion se trouve de l'autre côté de l'Eichborndamm.

## Histoire
La station est entrée en service le 29 septembre 1994. L'architecture de Rainer G. Rümmler ressemble à celle de la Karl-Bonhoeffer-Nervenklinik avec des briques rouges klinker et des pierres taillées.